# 牛田唯一
牛田 唯一（うしだ ただいち、1864年4月19日（元治元年3月14日）- 1918年（大正7年）11月2日）は、明治から大正期の農業経営者、実業家、政治家。衆議院議員、山梨県会議長。

## 経歴
甲斐国都留郡玉川村（山梨県都留郡三吉村、南都留郡三吉村、谷村町を経て現都留市玉川）で牛田八郎の長男として生まれる。1878年（明治11年）上京して同人社で学んだ。1879年（明治12年）8月、家督を相続した。
帰郷後、戸長、組合村長、南都留郡会議員、同参事会員を務めた。1899年（明治32年）山梨県会議員に選出され、同参事会員、同議長も務めた。1915年（大正4年）3月、第12回衆議院議員総選挙に山梨県郡部で立憲政友会所属で出馬して初当選。1917年（大正6年）4月の第13回総選挙でも再選され、衆議院議員に連続2期在任した。この間、政友会協議員などを務めた。議員在任中の1918年11月に病のため死去した。
また、農業、織物業を営み、桂川電力取締役などを務めた。